# Brunetti entre les lignes
Brunetti entre les lignes (By its Cover, dans les éditions originales en anglais) est un roman policier américain de Donna Leon, publié en 2014. C'est le 23e roman de la série mettant en scène le personnage de Guido Brunetti.

## Éditions
Éditions originales en anglais
- (en) Donna Leon, By its Cover, Londres, William Heinemann, 3 avril 2014, 256 p. (ISBN 978-0-434-02302-8) — Édition britannique
- (en) Donna Leon, By its Cover, New York, Atlantic Monthly Press, 1er avril 2014, 237 p. (ISBN 978-0-8021-2264-3, LCCN 2015296668) — Édition américaine

Éditions françaises
- Donna Leon (auteur) et Gabriella Zimmermann (traducteur) (trad. de l'anglais), Brunetti entre les lignes : roman [« By its Cover »], Paris, Calmann-Lévy, 17 février 2016, 300 p. (ISBN 978-2-7021-5717-6, BNF 44509983)
- Donna Leon (auteur) et Gabriella Zimmermann (traducteur) (trad. de l'anglais), Brunetti entre les lignes [« By its Cover »], Paris, Points, coll. « Points policier » (no P4486), 2 février 2017, 312 p. (ISBN 978-2-7578-6282-7, BNF 45224314)

## Adaptation télévisée
Le roman a fait l'objet d'une adaptation pour la télévision, en 2017, sous le titre allemand original : Tod zwischen den Zeilen, dans le cadre de la série Commissaire Brunetti dans une réalisation de Sigi Rothemund, produite par le réseau ARD et initialement diffusée le 13 avril 2017.